# Gustawa Jarecka

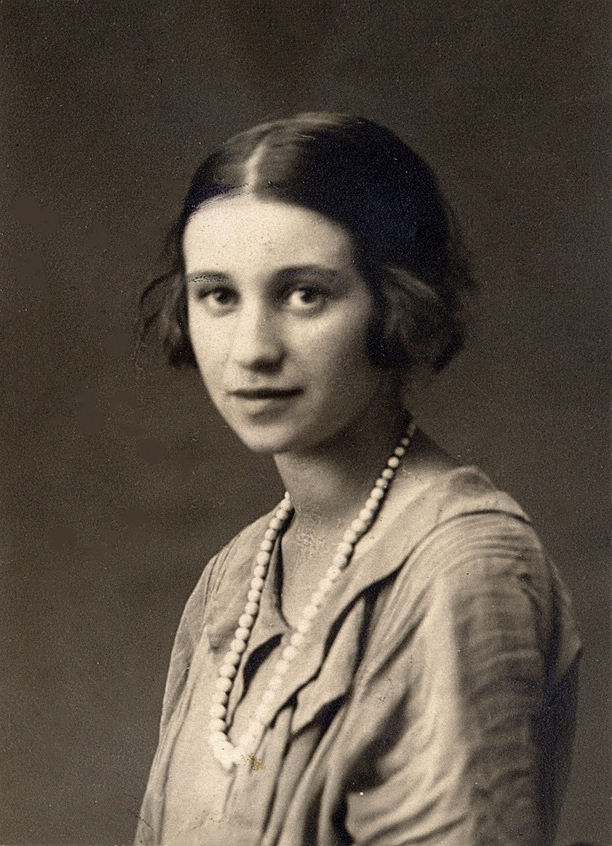
Gustawa Jarecka

Gustawa Jarecka (Kalisz, 1908 - Warschau, 1943) was een Pools schrijfster. Tijdens de Tweede Wereldoorlog werkte zij mee met Oneg Shabbat, het clandestien archief van het getto van Warschau.
Jarecka studeerde aan het gymnasium van Łódź en nadien aan de universiteit van Warschau. Ze publiceerde in de jaren 1930 een aantal romans over het leven van de arbeidersklasse. Begin jaren 1940 werd zij samen met haar twee kinderen gedwongen te verhuizen naar het getto van Warschau. Hoewel zij joodse van afkomst was, was zij geen praktiserende jood. Aangezien zij echter Duits sprak, slaagde ze erin een baan te krijgen bij de Judenrat (Jodenraad), waar zij samenwerkte met Adam Czerniaków. Emanuel Ringelblum, de drijvende kracht achter Oneg Shabbat, benaderde haar en vroeg haar om documenten van de Jodenraad te kopiëren voor het geheime archief. Hij verzocht haar ook om essays te schrijven over het dagelijkse leven in het getto en over haar ervaringen. Na de oorlog werd een essay dat zij eind 1942 schreef, The Last Stage of Resettlement Is Death, opgegraven. Daaruit blijkt duidelijk dat Jarecka wist wat haar en de inwoners van het getto te wachten stond: "The record must be hurled like a stone under history’s wheel in order to stop it... One can lose all hopes except the one—that the suffering and destruction of this war will make sense when they are looked at from a distant, historical perspective."
De kans is reëel dat Jarecka omwille van haar job als telefoniste en typiste bij de Jodenraad niet gedeporteerd werd tijdens de massadeportaties die plaatsvonden van 3 juli 1942 tot 1 september 1942. Zij en haar kinderen kwamen vermoedelijk om in januari 1943 tijdens de opstand in het getto.
- Gemeinsame Normdatei: 1354457617
- International Standard Name Identifier: 0000 0000 7186 5213
- Library of Congress Control Number: n2019016998
- Nationale Bibliotheek van Tsjechië: js20241227281
- Nationale Bibliotheek van Polen: a0000002531757
- Virtual International Authority File: 101699588
- WorldCat: E39PBJyrXTgRrMpCpPP44dwcT3